# Cirrhilabrus roseafascia
 Cirrhilabrus roseafascia és una espècie de peix de la família dels làbrids i de l'ordre dels perciformes.

## Distribució geogràfica
Es troba a Nova Caledònia.